# Sitku Illés
Sitku Illés (Budapest, 1978. február 5.) magyar labdarúgó, a Dorogi FC sportigazgatója.

## Pályafutása

### A válogatottban
2005-ben egy alkalommal szerepelt a válogatottban, Antigua és Barbuda ellen.

## Sikerei, díjai
Videoton FC
- Kupagyőztes: (1x) 2006

DVSC
- Bajnok: (1x) 2004-2005
  - Ezüstérmes: (1x) 2005-2006
  - Bronzérmes: (1x) 2005-2006
- Ligakupagyőztes: (2x) 2007-2008, 2008-2009

## Statisztika

### Mérkőzései a válogatottban
| Magyarország | Magyarország       | Magyarország | Magyarország | Magyarország | Magyarország       | Magyarország | Magyarország | Magyarország |
| #            | Dátum              | Helyszín     | Hazai        | Eredmény     | Vendég             | Kiírás       | Gólok        | Esemény      |
| ------------ | ------------------ | ------------ | ------------ | ------------ | ------------------ | ------------ | ------------ | ------------ |
| 1.           | 2005. december 18. | Miami (USA)  | Magyarország | 3 – 0        | Antigua és Barbuda | barátságos   | -            | 56'          |
|              | Összesen           |              |              | 1            | mérkőzés           |              | 0            | gól          |

## Külső hivatkozások
- Adatlapja a hlsz.hu oldalon
- A játékos adatlapja a magyarfutball.hu oldalon (magyarul) (angolul)
- national-football-teams.com profil